# Train sanitaire
 (avril 2020).
Un train sanitaire est un train utilisé en temps de crise pour acheminer des blessés d'une ville à une autre. Les crises pouvant conduire à l'utilisation des trains sanitaires sont diverses (guerre, attentat, catastrophe naturelle ou industrielle, épidémie, etc.). Moyen très employé pendant la Première Guerre mondiale, il l'est toujours aujourd'hui dans plusieurs pays du monde. Les trains affectés peuvent être spécialement conçus comme trains sanitaires ou peuvent être des trains de voyageurs classiques transformés en trains sanitaires.

## Histoire

### Avant la Première Guerre mondiale: un moyen envisagé et testé

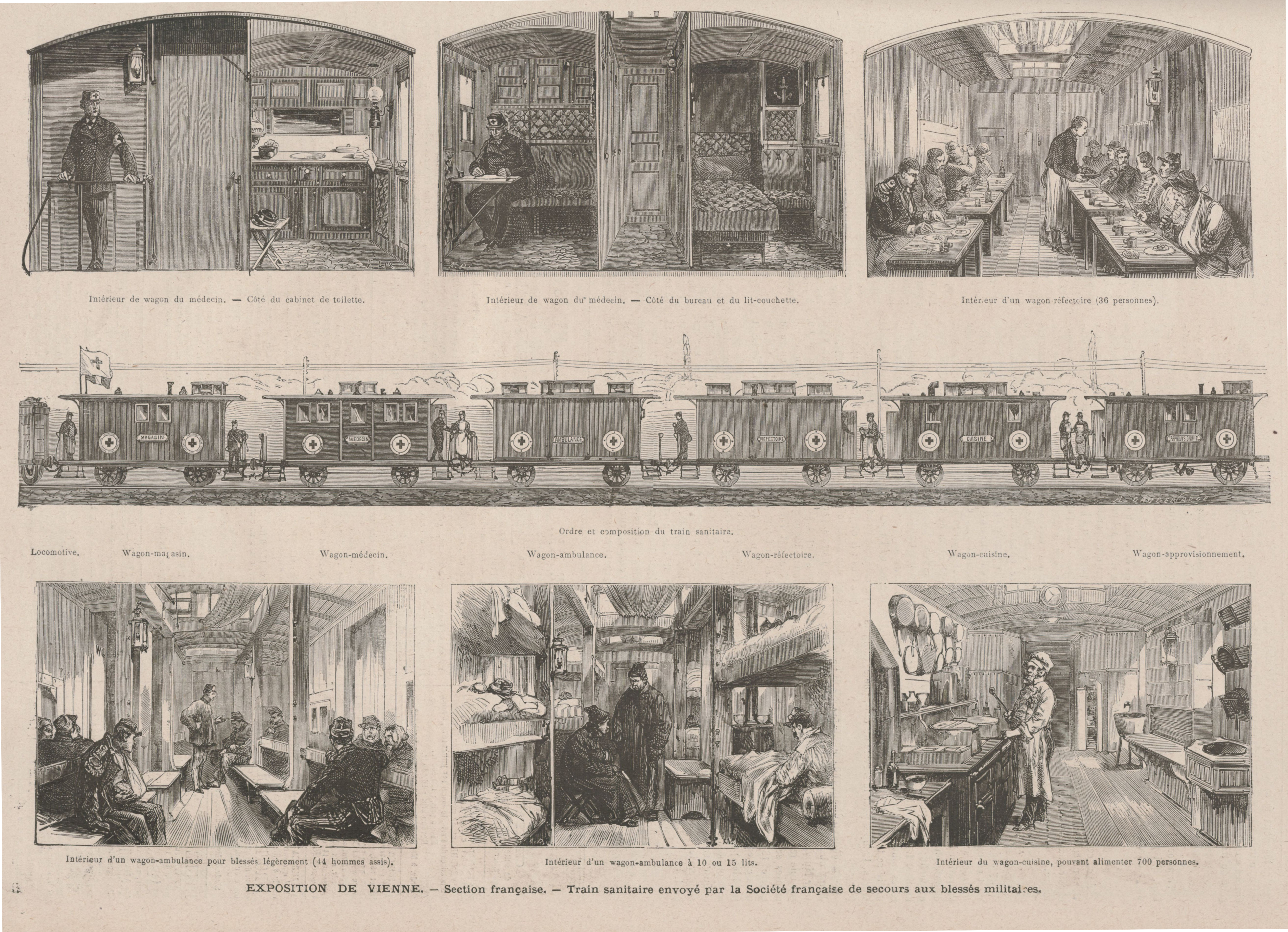
Train sanitaire français (quatre voitures-ambulances et deux voitures de service), présenté à l'Exposition universelle de Vienne de 1873.

Les trains sanitaires ont été envisagés dès le XIXe siècle. Des trains sanitaires spécifiques furent utilisés par les Austro-hongrois dans les années 1880.
En France, entre 1871 et 1913, il y eut de nombreuses propositions de « trains-ambulances », formés de voitures spécialisées (voitures de lits-brancards) et de voitures de servitude (cuisine, pharmacie, tisanerie, personnel médical…), parfois avec des dispositions ingénieuses (voitures à deux ou trois étages).
En 1873, la Compagnie française de matériel de chemin de fer présente un train formé de quatre voitures-ambulances à l'Exposition universelle de Vienne. Le 28 juillet 1891, la Compagnie des chemins de fer de l'Ouest réalise un essai de train sanitaire pouvant être utilisé en cas de conflit.
Il n'y eut pas de décisions prises, car les autorités hésitaient entre la construction de voitures entièrement spécialisées, ou l'adaptation en version sanitaire de voitures régulières. Trop de discussions restaient en suspens : couloir central ou latéral, l'intercirculation entre les voitures, l'éclairage, la ventilation, le chargement par les portes latérales ou aux extrémités des voitures…

### Pendant la Première Guerre mondiale: un moyen de rapatriement sanitaire très utilisé

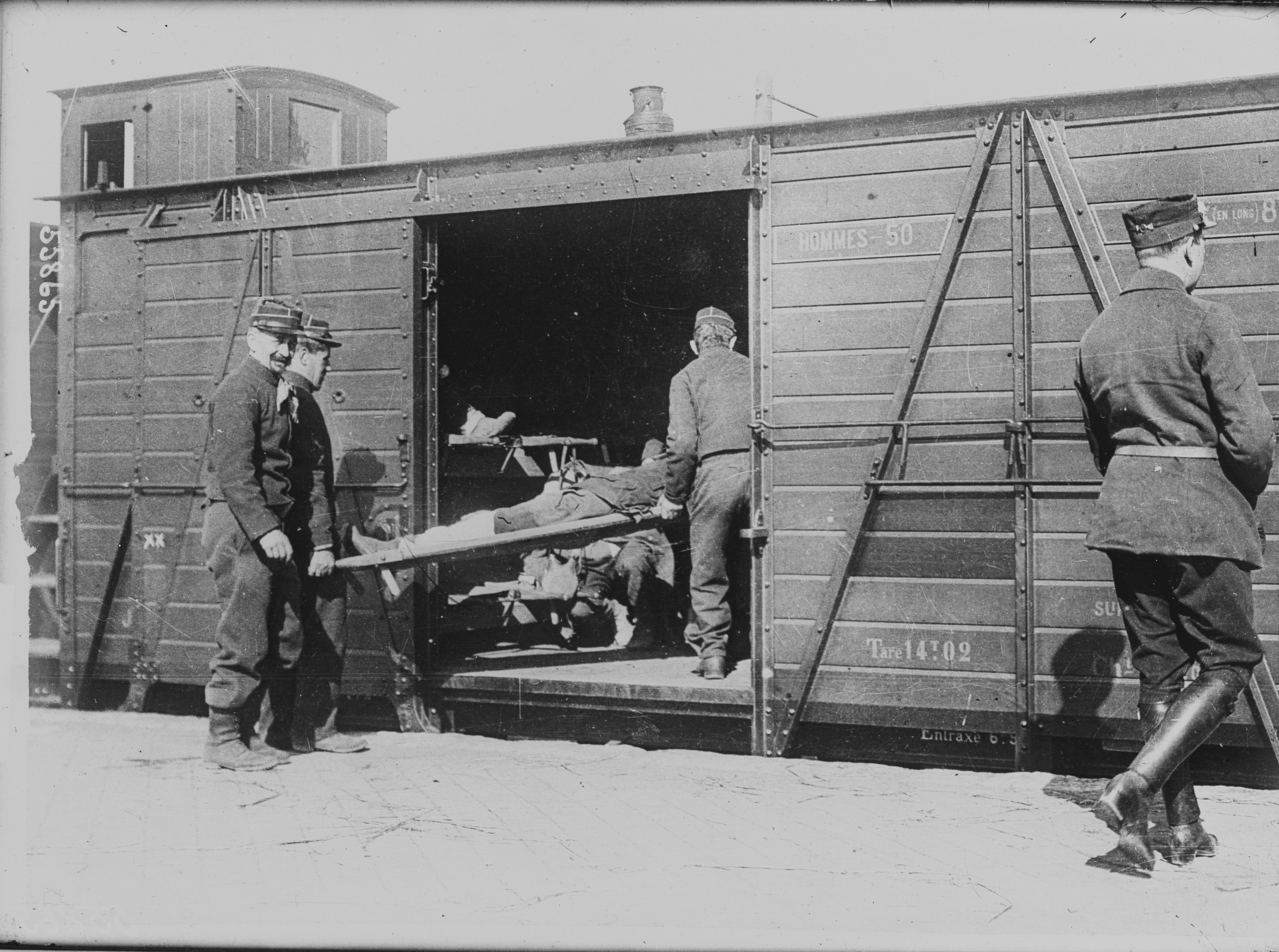
Brancardage de blessés dans un wagon de marchandises, France 1914.

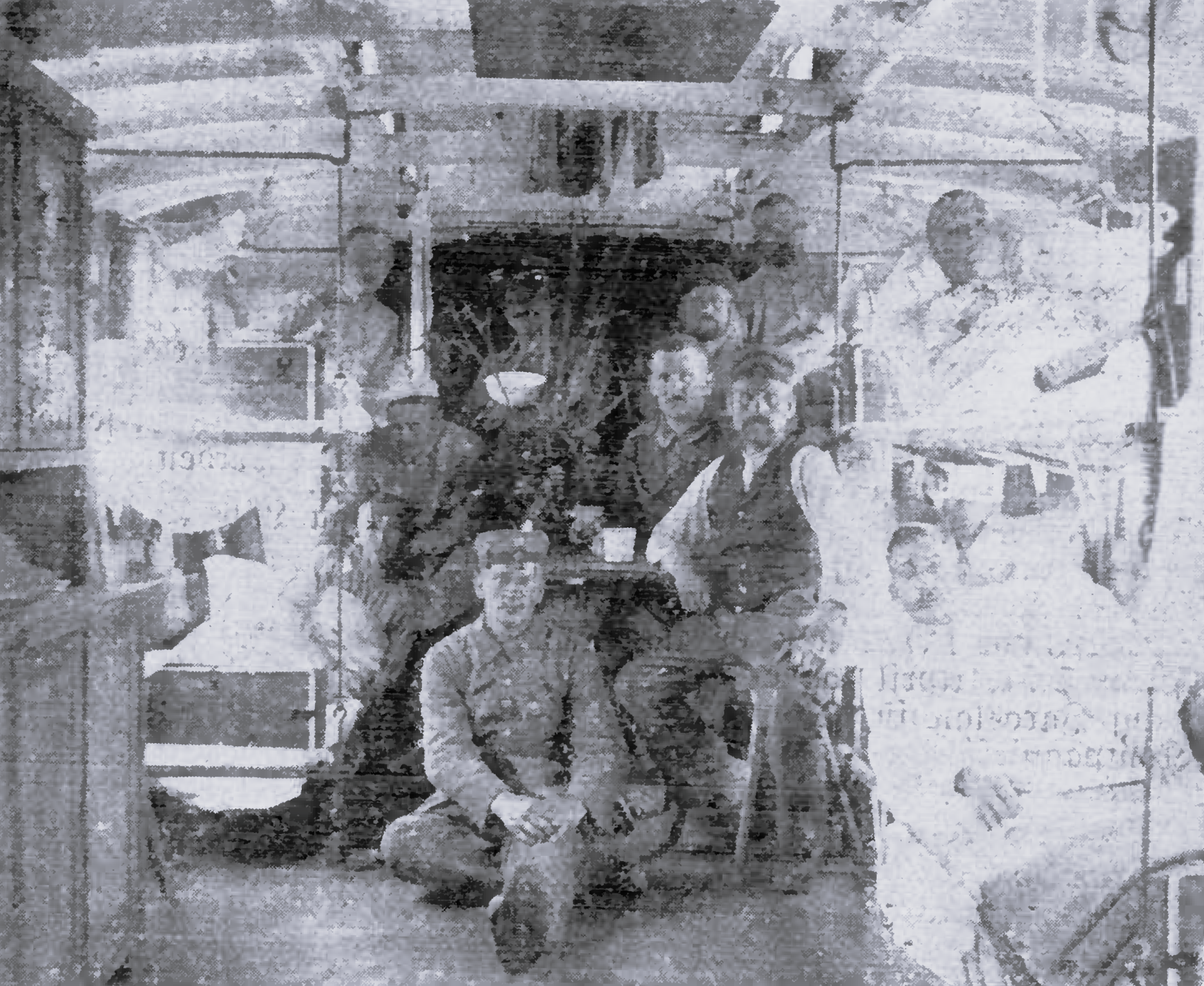
Train-hôpital allemand en 1915

Les premiers mois de la Première Guerre mondiale sont très meurtriers et font de nombreux blessés sur le front. L'organisation des secours est désordonnée, privilégiant d'abord la rapidité de l'éloignement des blessés, traités ou non. C'est la doctrine du « déblaiement » (du front), et « en commençant par le fond » (du système hospitalier), c'est-à-dire que les premiers blessés sont dirigés vers les hôpitaux les plus lointains, qui se remplissent au fur et à mesure, jusqu'aux plus proches. Les premiers trains sanitaires utilisent surtout des voitures de 3e classe non aménagées, des wagons de marchandises, voire des wagons à bestiaux pouvant transporter 40 blessés sur de la paille.
Selon un jugement autocritique de 1920 « un blessé ayant reçu un éclat d'obus dans la jambe avait de fortes chances, en 1914, de mourir de gangrène à Bordeaux ou à Nice ». Les nombreuses morts provoquées par ces méthodes forcent à un changement de l'organisation de l'évacuation des blessés, aboutissant à un « traitement ferroviaire des blessés de guerre » .

#### Triage et distribution
La France en guerre est alors organisée en deux grandes zones : la zone de l'intérieur et la zone des armées qui commence à 100 ou 200 km du front. La zone des armées est divisée en zones d'évacuations : zone de l'avant (moins de 10 à 12 km du front) et zone de l'arrière. La zone de l'avant est celle du transport à pied puis automobile, l'arrière est celle du transport automobile jusqu'à la gare la plus proche, dite gare d'évacuation. Cette gare d'évacuation peut se trouver en zone de l'avant selon la situation du front par rapport à la ville.
Un premier principe, établi en 1916, est d'avoir une antenne-hôpital de traitement et d'attente d'évacuation couplée à une gare la plus proche de l'avant. Des gares d'évacuation sont parfois créées de toutes pièces, en bordure d'une nouvelle voie d'évacuation raccordée à la voie principale, et dotées de quartiers médicalisés pouvant abriter jusqu'à 500 blessés couchés et 1000 assis.
Les blessés qui arrivent en gare d'évacuation ont déjà fait l'objet d'un triage médical, chacun est doté d'une fiche-dossier indiquant que le blessé est transportable, la nature et la gravité de ses blessures, les soins effectués ou à faire. Ce triage se poursuit dans la zone des arrières (dite zone des étapes), dans des gares régulatrices médicalisées ou situées à proximité d'un hôpital dit HOE (Hôpital d'Origine et d'Évacuation) de deuxième ou troisième ligne (par rapport aux HOE les plus proches du front).
Lorsqu'un train sanitaire sort de la zone des armées, il se dirige vers une gare dite de répartition située sur tout le territoire national. La communication télégraphique permet aux régulateurs et répartiteurs de connaitre les disponibilités d'accueil selon la nature du train sanitaire (par exemple amputés récents ou blessés du crâne et de la face ; contagieux ou psychiatriques...). En principe, les blessés légers ou moyens, les plus susceptibles de supporter la durée du voyage, sont dirigés vers les gares de répartition les plus lointaines.
Ces trains sanitaires sont catégorisés en trains permanents ou semi-permanents, improvisés et ordinaires. Près de 5 millions de soldats blessés ou malades furent évacués et répartis en France en 1914-1918, exactement 4 988 663, dont 139 557 gazés, selon un bilan d'archives officielles.

#### Trains sanitaires permanents et semi-permanents

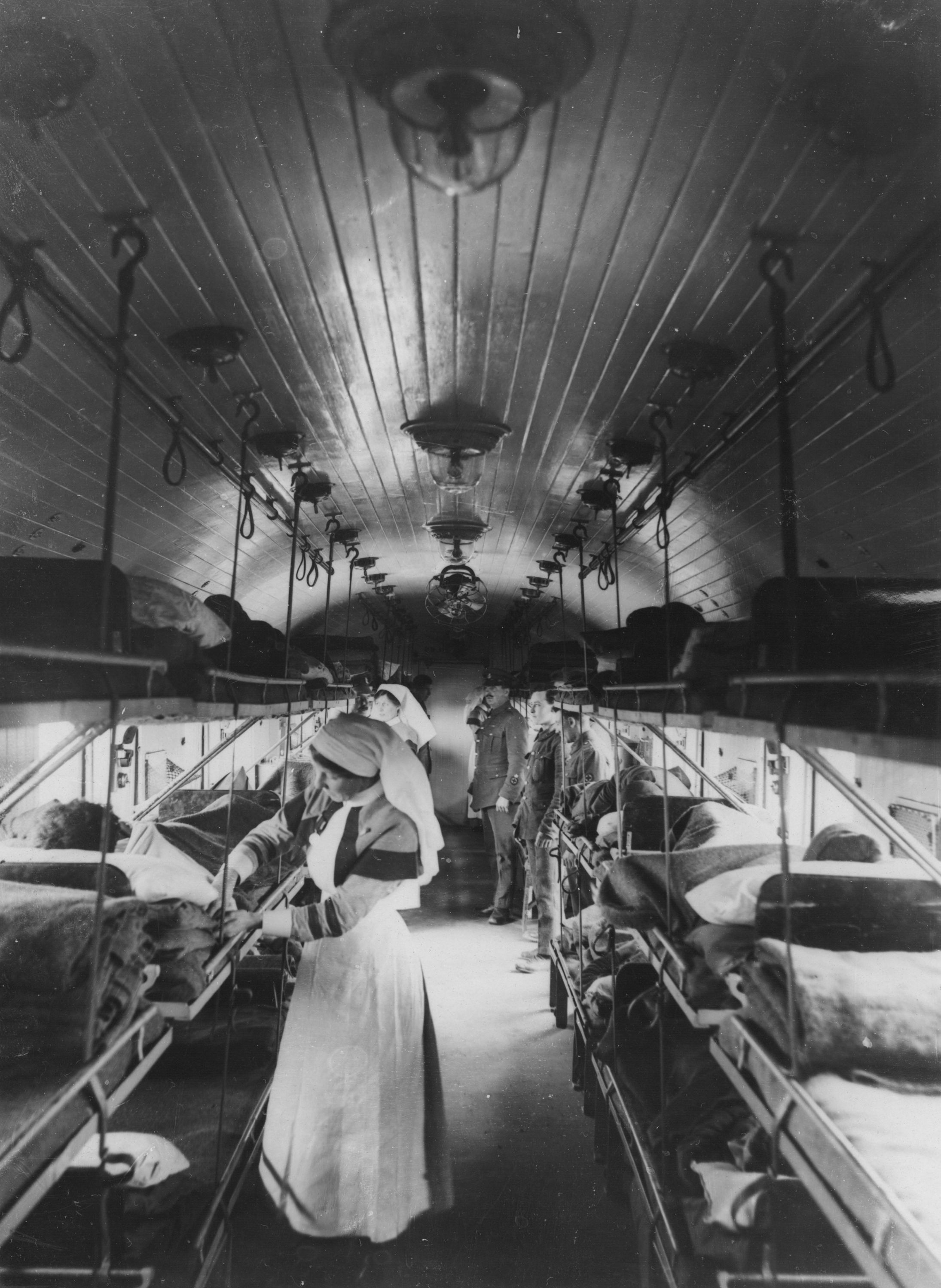
Intérieur d'une voiture à brancards suspendus, train sanitaire britannique en France, janvier 1918.

Les trains sanitaires permanents étaient qualifiés d'«hôpitaux roulants» ou « trains d'exposition ». Au nombre de 5 à 7, ils étaient définitivement aménagés pour recevoir des blessés graves incapable de voyager dans des trains classiques. Il comportaient le fanion de la Conventions de Genève et de la France, ainsi qu'un numéro de train sanitaire. Construits par une seule compagnie avant la guerre, ils étaient composés de 23 wagons à marchandises éclairés et chauffés. 16 servaient aux malades et blessés, un pour les officiers de l'armée et enfin un autre pour les infirmiers. Les autres servaient au stockage du linge, du matériel médical et à la cuisine. Chaque wagon de blessés pouvait recevoir huit blessés répartis sur deux étages de lits-couchettes, permettant la circulation des médecins.
Par habitude, les trains ordinaires avec wagons aménagés, dits semi-permanents, furent les plus utilisés, au nombre de 142 à 176 selon les années de guerre. Un train semi-permanent pouvait emporter jusqu'à 500 blessés assis à deux par banquette, et jusqu'à 200 blessés couchés sur brancards suspendus. Il y avait les trains mixtes (pour couchés et assis) à intercirculation partielle ou totale. À la demande, on constitue par exemple des trains uniquement assis, ou uniquement pour blessés couchés avec intercirculation totale.
Les trains permanents et semi-permanents sont dotés d'une suspension douce, d'un freinage progressif, d'un chauffage à la vapeur, et d'éclairage électrique. En zone des armées, les trains de blessés (ou « trains rouges » prioritaires) roulent à marche lente (20 à 25 km/h) ; en zone de l'intérieur, la vitesse peut s'accélérer jusqu'à 50 km/h.

#### Trains sanitaires improvisés
Les trains sanitaires improvisés sont faits de wagons de marchandise, dotés de porte-brancards, de caisses de pansements, de seaux, et de pots à tisanes. Un tel train se compose de 33 wagons de blessés, avec un maximum de 40 wagons en comptant aussi ceux de la cuisine, du matériel et des personnels médicaux, ils étaient aménagés en 7 heures (5 h de préparation et 2 h pour charger les blessés). Le personnel soignant se composait d'un médecin, d'un pharmacien et de 45 infirmiers.
Les trains sanitaires improvisés sont utilisés lors des afflux de blessés en période de combat. Il était admis qu'un HOE 1 (hôpital de l'Avant de première ligne, situé entre 20 et 30 km du front) pouvait demander un train improvisé s'il avait 200 ou 250 blessés à évacuer, car il fallait éviter coûte que coûte l'encombrement du HOE. Ces trains improvisés transportaient les blessés jusqu'aux gares régulatrices desservant des HOE 2 (situés entre 100 et 200 km du front).
En 1914-1915, il y avait aussi les trains ordinaires, au nombre d'une trentaine, apportant troupes ou ravitaillement et qui repartaient à vide. Les trains de ravitaillement pouvaient repartir avec 48 blessés couchés par wagon, un médecin, 5 infirmiers et 10 brancardiers. Un train de voyageurs n'emportait que des blessés assis, jusqu'à 1500 blessés, il n'y avait qu'un infirmier sans médecin. Ils furent moins utilisés par la suite, comme les trains improvisés (115 en 1914, 52 en 1915, 35 en 1917).

## Utilisations modernes
En France, les TGV sanitaires ont été envisagés à la suite des attentats du 13 novembre 2015. Ce mode d'évacuation sanitaire peut être adopté par le président du Conseil national de l'urgence hospitalière, pour les cas d'attentats multiples, de catastrophe naturelle ou industrielle, ou encore d'épidémie. En lien avec la SNCF, une rame ordinaire peut être réquisitionnée et reconfigurée en train sanitaire.
L'exercice annuel de formation de la capacité universitaire de médecine de catastrophe de 2019 avait pour but de tester l'utilisation d'un TGV comme train sanitaire, pour répartir les victimes dans des hôpitaux entre Metz et Paris. Il s'agissait d'un exercice de transfert ferroviaire de patients de traumatologie, avec bloc opératoire.

### Utilisation dans le cadre de la pandémie de Covid-19 en France
En France, l'utilisation d'un TGV sanitaire est pour la première fois réalisée dans le cadre de la lutte contre la pandémie de Covid-19, à l'aide d'un TGV pouvant déplacer rapidement les malades d'une ville à une autre pour soulager les régions les plus atteintes,.
Cette utilisation est confirmée le 24 mars 2020, par le président de la SNCF Jean-Pierre Farandou sur Twitter. Le TGV sanitaire utilisé dès le 25 mars 2020 est un Duplex, dont la première mission est de transporter 25 malades des villes de Strasbourg et Mulhouse vers des régions où les hôpitaux sont moins surchargés.
Chaque voiture constitue une unité indépendante. Une voiture accueille quatre patients graves intubés, placés sur brancards, au-dessus des sièges (dont les dossiers sont retirés) et des tablettes, plus quatre paramédicaux, un interne, un médecin senior et un logisticien, avec biologie et une échographie embarquées. La voiture-bar sert d'espace médical. C'est la première fois qu'un TGV en Europe est utilisé comme moyen de transport sanitaire.
La transmission des soignants s'est faite au départ, c'est-à-dire que les Samu de la zone d'arrivée sont venus avec leur matériel pour accompagner les patients dans les trains.
Au total, un train de 6 voitures permet de transférer 24 patients dans des conditions de soins de même qualité qu'en service de réanimation, ce qui représente l'équivalent de moyens pour une population de 100 000 habitants. Les patients sont sélectionnés sur critères stricts : au moins déjà 72 h d'intubation/ventilation, état stable, pas de défaillances majeures, et réévalués le matin du départ. 20 % des patients prévus ont ainsi dû être remplacés au départ par d'autres.
La planification d'embarquement et de débarquement est rigoureuse : voiture par voiture, et patient par patient, avec priorité de débarquement pour les patients les plus gravement atteints.

#### Détail des opérations
- « Chardon 1 » le 26 mars 2020, Strasbourg > Nantes avec arrêt à Angers
- « Chardon 2 » le 29 mars 2020, Mulhouse > Futuroscope
- « Chardon 3 » le 29 mars 2020, Nancy > Bordeaux
- « Chardon 4 » le 1er avril 2020, Paris-Austerlitz > Rennes
- « Chardon 5 » le 1er avril 2020, Paris-Austerlitz > Brest avec arrêt à Saint-Brieuc
- « Chardon 6 » le 3 avril 2020, Strasbourg > Bordeaux avec arrêt au Futuroscope
- « Chardon 7 » le 6 avril 2020, Paris-Austerlitz > Quimper avec arrêts à Vannes et Lorient
- « Chardon 8 » le 6 avril 2020, Paris-Austerlitz > Brest avec arrêts à Rennes et Morlaix
- « Chardon 9 » le 10 avril 2020, Paris-Austerlitz > Bordeaux
- « Chardon 10 » le 10 avril 2020, Paris-Austerlitz > Angoulême avec arrêt au Futuroscope

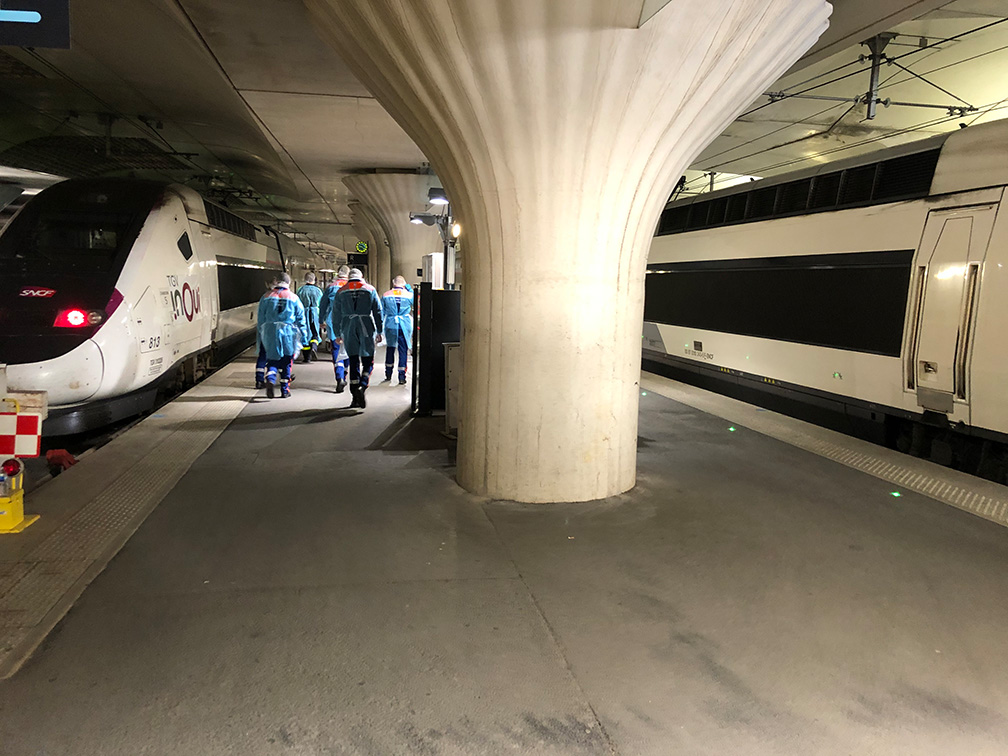
Rames TGV « Chardon 5 » (à gauche) et « Chardon 4 » (à droite), en gare de Paris-Austerlitz.
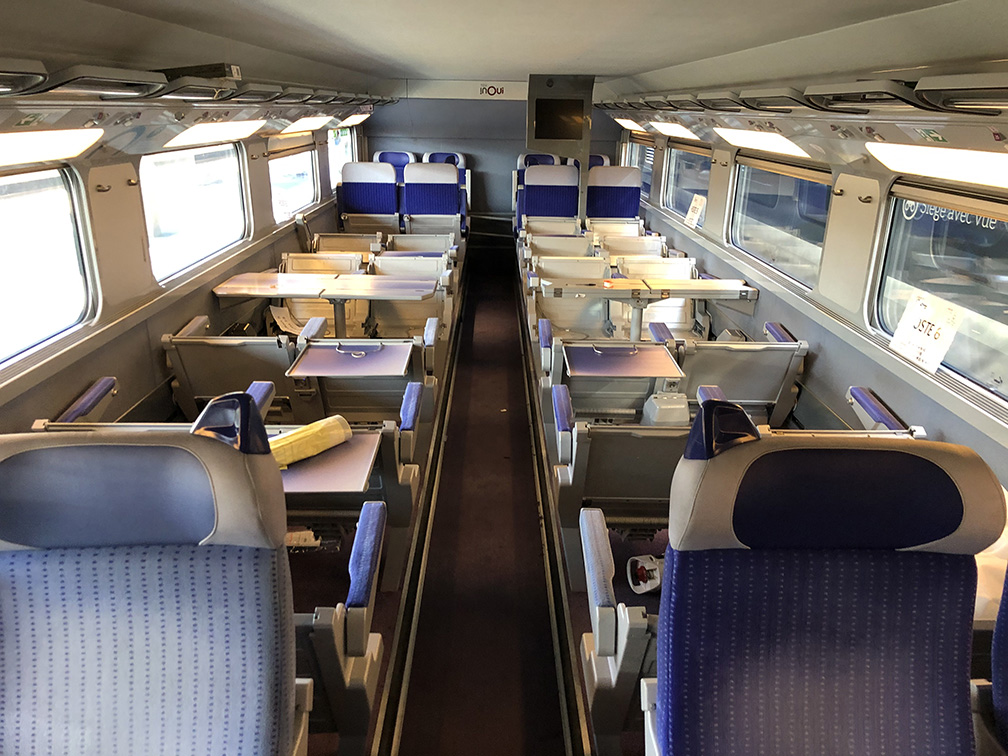
Le niveau inférieur d'une voiture d'un TGV Duplex, avant l'installation des brancards.
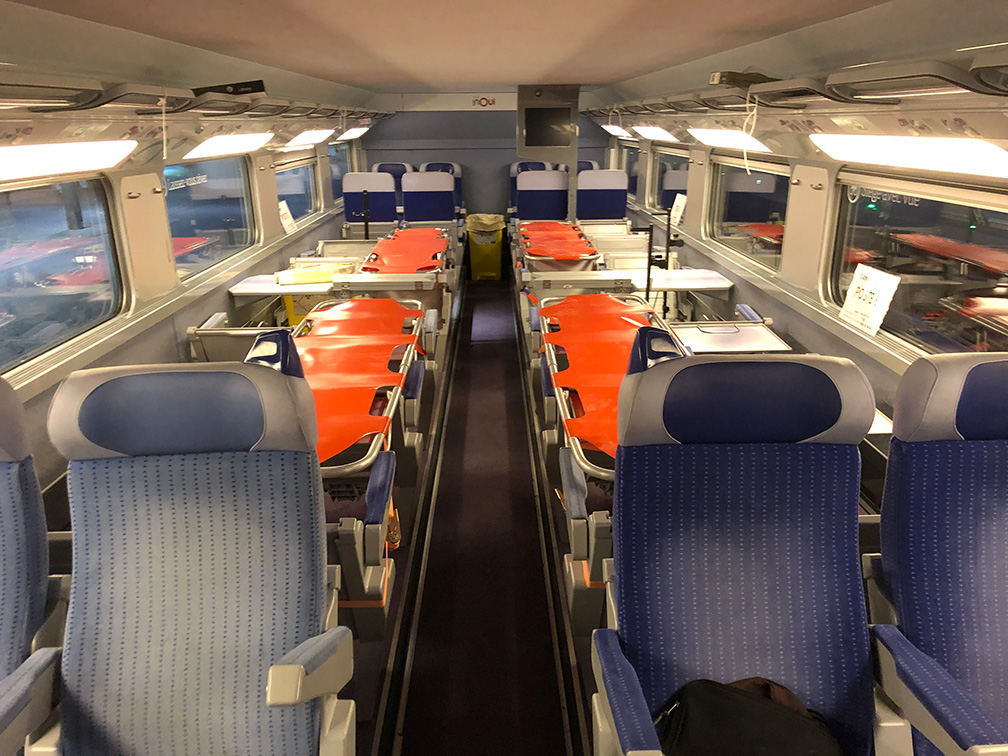
Dans la même voiture, après l'installation de quatre brancards.

#### Bilan
Le premier bilan apparait comme très satisfaisant avec 202 patients transférés par train et aucun décès à l'arrivée. Il reste cependant à comparer leur suivi avec les patients de même gravité non transférés. Par comparaison avec l'hélicoptère, le TGV permet d'aller plus loin très vite. Le temps d'embarquement est le même que celui d'un avion militaire d'évacuation sanitaire, mais avec davantage de patients. Cette expérience de transfert sanitaire pourrait être reprise en Europe, notamment en Espagne.